# Friedrich von Ledebur

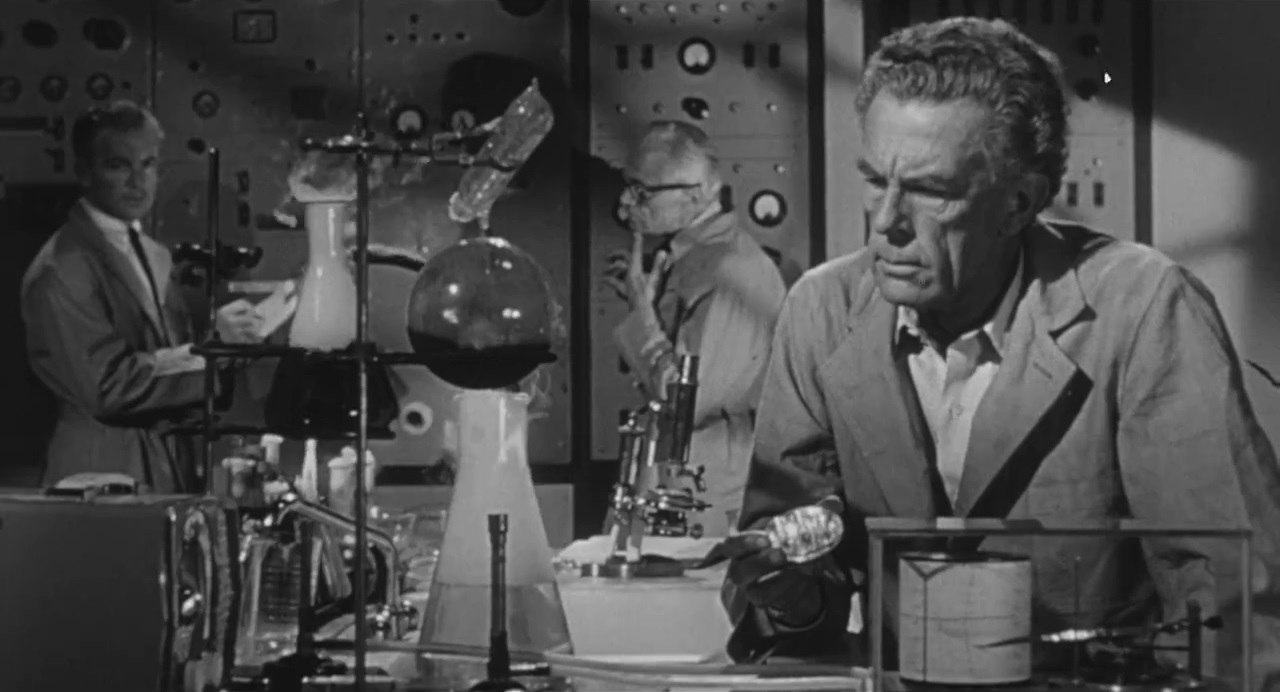
Friedrich von Ledebur

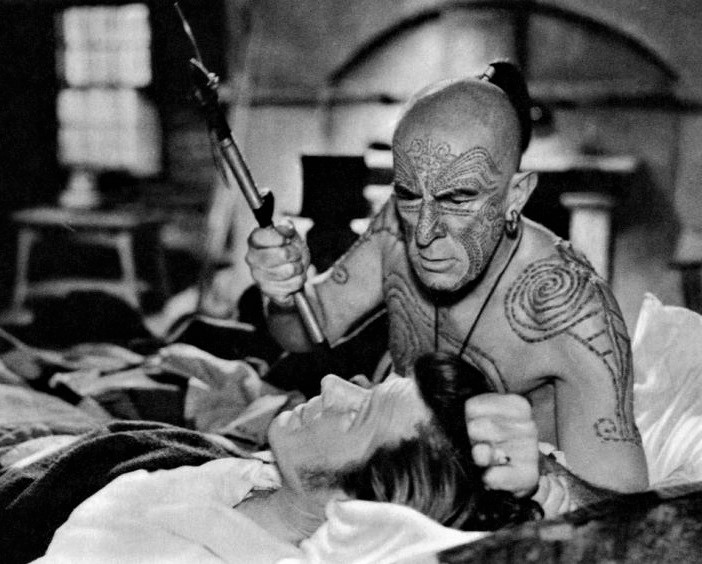
Friedrich von Ledebur als Queequeg in Moby Dick

Friedrich von Ledebur (* 3. Juni 1900 in Nisko, Österreich-Ungarn als Friedrich Anton Maria Hubertus Bonifacius Graf von Ledebur-Wicheln; † 25. Dezember 1986 in Schwertberg, Oberösterreich), auch Fredrick Ledebur, war ein österreichischstämmiger Filmschauspieler, der durch die Rolle des glatzköpfigen und ganzkörpertätowierten Südseeinsulaners Queequeg in John Hustons Film Moby Dick (1956) internationale Bekanntheit erlangte.

## Die frühen Jahre in Österreich
Das vierte von sechs Kindern des Grafen Ledebur-Wicheln kam in dem kleinen galizischen Ort Nisko am Nordrand des k.u.k.-Reichs, nahe der russischen Grenze, zur Welt. Eugen von Ledebur war einer seiner Brüder.
Seine Kindheit verbrachte Friedrich von Ledebur während der Wintermonate im familieneigenen Prager Stadtpalais und auf den gräflichen Schlössern in Böhmen und Ungarn. Dort entwickelte er sich schnell zu einem exzellenten Reiter, eine Fähigkeit, die ihm Jahrzehnte später bei seinen Rollen im Sattel oder als Pferdebetreuer und -berater zugutekommen sollte.
Während des Ersten Weltkriegs diente Graf Ledebur als Ulan in der österreichisch-ungarischen Armee. Des Familienvermögens und aller Besitzungen infolge der politischen Veränderungen nach dem Ersten Weltkrieg verlustig geworden, studierte Ledebur mit Beginn der 1920er Jahre in Wien an der Hochschule für Bodenkultur. Die Studien beendete er als Diplom-Ingenieur. Anschließend ging er nach Linz und bezog seinen Wohnsitz bei seiner Mutter Marie von Ledebur in Alkoven in der (ober-)österreichischen Provinz.

## Die Zeit als Globetrotter und Abenteurer
Seit seiner ersten Überfahrt nach Amerika am 16. Januar 1925 mit der Albert Ballin von Hamburg nach New York war Graf Ledebur ständig unterwegs. Er ging nach Kalifornien und schiffte sich von Los Angeles am 13. März 1926 nach Honolulu ein. Vom 20. März bis zum 24. April 1926 blieb er auf Hawaii und kehrte anschließend ins kalifornische San Pedro zurück. Später reiste er erneut nach Europa, seine Rückreise von Hamburg in die USA am 25. August 1928, wo er am 5. Oktober in Los Angeles anlandete, ist ebenfalls dokumentiert. Nach einem weiteren Europabesuch, den er mutmaßlich für ein Wiedersehen mit seiner Mutter nutzte, schiffte er sich am 4. Oktober 1930 von Le Havre wieder in Richtung USA ein.
Dann (1932) reiste er für eine Zeitlang nach Tahiti. Ledeburs Heimfahrt von Papeete in die USA (nunmehr an seinen neuen Wohnort San Francisco) ist vom 19. Juli bis zum 29. Juli 1932 dokumentiert. Anschließend besuchte er noch einmal das heimatliche Österreich und kam für lange Zeit zum letzten Mal auch nach Wien. Ende November 1933 verließ er die österreichische Hauptstadt wieder, meldete sich nach Schloss Kammer am Attersee (Oberösterreich) ab und wanderte am 4. Dezember desselben Jahres via Le Havre endgültig in die USA aus.
Unmittelbar nach seiner Ankunft heiratete er am 9. Januar 1934 in New York die Britin Iris Tree, eine Schauspielerin. Trotz allem blieb Ledebur ein Rastloser. Zum Jahresbeginn 1936 und 1938 ist er in Irland nachzuweisen, wo er von Cobh, offensichtlich von seinem alten Wohnsitz Schloss Kammer kommend, in seine Wahlheimat New York heimreiste. Im Herbst 1938 ist er vorübergehend erneut in Europa nachzuweisen. Wieder in den USA, ersuchte er am 1. November 1938 in Los Angeles um die amerikanische Staatsbürgerschaft, die er später auch erhalten sollte. Nach seiner letzten Heimkehr aus Europa in die USA – eine Schiffsreise aus dem niederländischen Vlissingen nach New York, wo er am 2. September 1939 landete – blieb Ledebur, zu diesem Zeitpunkt laut eigener Angabe (infolge der Annexion seiner alten Heimat Österreich 1938) noch immer reichsdeutscher Staatsbürger, in den Vereinigten Staaten ansässig. Sein Domizil blieb nunmehr San Francisco, bis er sich im Zweiten Weltkrieg nach Hollywood begeben sollte. Erst im Mai 1950 ist wieder eine Auslandsreise Ledeburs (Flug nach Großbritannien) dokumentiert. Zu diesem Zeitpunkt lebte er nahe Ojai, einer kalifornischen Kleinstadt im Ventura County.
Ledebur finanzierte seine zahlreichen Reisen und sein Abenteurertum durch die Übernahme der verschiedensten Jobs: Er arbeitete als Minenarbeiter in Kalifornien, als Schwimmlehrer auf Hawaii, als Goldgräber in Alaska, als Tiefseefischer in der Südsee, als Butler im kalifornischen Santa Barbara; später (nach 1945) auch als Expeditionsteilnehmer in Afrika an der Seite seines langjährigen Freundes John Huston. Als erfahrener Reiter nahm er außerdem an Rodeos teil und gewann dort mehrere Preise. Auch beim legendären amerikanischen 100-Meilen-Ritt an einem Tag ging er erfolgreich an den Start. Seinen Militärdienst während des Zweiten Weltkriegs absolvierte Ledebur, der seinen Vornamen mittlerweile zu Fredrick amerikanisiert hatte, in der berittenen US-Küstenwachpatrouille.

## Als Schauspieler in Hollywood und Europa
Zum ersten Mal stand er im Jahr 1944 als – im Abspann nicht erwähnter – russischer General in Ernst Lubitschs und Otto Premingers Skandal bei Hofe vor der Kamera. Ebenfalls in einer kleinen Nebenrolle war er 1946 in Alfred Hitchcocks Berüchtigt zu sehen.
Wenig später lernte er Ernest Hemingway und Huston kennen, mit denen er auf die Jagd ging. Huston, im Laufe der Jahre sein engster Vertrauter in der Filmgemeinde Hollywoods, gab Ledebur 1954 seine interessanteste Rolle: In der Verfilmung von Herman Melvilles Moby-Dick spielte der Zweimeterhüne den einsilbigen, enigmatischen und stark tätowierten Südsee-Kannibalen Queequeg, der sich als Harpunier auf das Schiff des fanatischen Walfängers Käpt’n Ahab anheuern lässt und seinen eigenen Tod vorausahnt. Die Dreharbeiten fanden im Herbst 1954 unter anderem in dem irischen Örtchen Youghal statt. Als der Film 1956 in die Kinos kam, wurde Ledebur schlagartig bekannt.
Nach diesem Erfolg wirkte er als Darsteller in zahlreichen weiteren internationalen Filmproduktionen mit, darunter auch Die Wurzeln des Himmels, einem weiteren Film von Huston. Im Laufe der 1960er Jahre verlagerte Ledebur seine schauspielerische Tätigkeit zunehmend nach Europa, wo er unter anderem auch in zwei Karl-May-Filmen – in Robert Siodmaks Der Schut erhielt er die kleine, aber nicht unwichtige Doppelrolle des zaubernden Scharlatans Mübarek – sowie in dem zweiten Nobody-Film mit Terence Hill mitwirkte. In Siodmaks Abschiedswerk Kampf um Rom sah man Ledebur als stoischen Waffenmeister Hildebrand.
Neben seiner Schauspielerfunktion übernahm Ledebur bei manchen Filmen auch die Aufgaben eines Stuntkoordinators: in Anthony Manns Der Untergang des römischen Reiches organisierte er die römischen Wagenrennen, bei Potato Fritz die Indianerüberfälle.
Im Alter von 85 Jahren ließ sich Graf Ledebur, der sich inzwischen in Oberösterreich zur Ruhe gesetzt hatte, noch einmal zur Rückkehr vor die Kamera bewegen. In der Satire auf das Fernsehen und die Showwelt Ginger und Fred des Italieners Federico Fellini, der ihn gut zwanzig Jahre zuvor mit einer kleinen Rolle in Julia und die Geister bedacht hatte, verkörperte Friedrich von Ledebur einen greisen Admiral.

## Privates
Nach der gescheiterten Ehe mit Iris Tree, die in Moby Dick in der einzigen weiblichen Sprechrolle als bibelverteilende Frau zu sehen war, heiratete Friedrich von Ledebur 1955 Gräfin Alice Hoyos. Beiden Verbindungen entstammt jeweils ein Sohn: Christian „Boon“ (1928–2018) und John Friedrich (* 1956).
Friedrich von Thun, der Ledeburs Partner in Ginger und Fred gewesen war und wie dieser aus altem k.u.k.-Adel stammt, drehte 1982 für das deutsche Fernsehen ein 45-Minuten-Porträt über den ungewöhnlichen Kollegen, das unter dem Titel Spuren eines Abenteurers – Das ungewöhnliche Leben des Friedrich von Ledebur ausgestrahlt wurde.

## Filmografie (Auswahl)
- 1944: Skandal bei Hofe (A Royal Scandal)
- 1945: Berüchtigt (Notorious)
- 1956: Moby Dick (Moby Dick)
- 1957: Der 27. Tag (The 27th Day – Terror from Outer Space) – Regie: William Asher
- 1958: Die Brüder Karamasow (The Brothers Karamazov)
- 1958: Die Wurzeln des Himmels (The Roots of Heaven)
- 1960: Prinzessin Olympia (Olimpia)
- 1961: Barabbas (Barabbà)
- 1961: Freud
- 1963: Der Untergang des Römischen Reiches (The Fall of the Roman Empire)
- 1964: Der Schut
- 1964: Der Schatz der Azteken
- 1965: Julia und die Geister (Giulietta degli spiriti)
- 1965: Der blaue Max (The Blue Max)
- 1966: Spiegelbild im goldenen Auge (Reflections in a Golden Eye)
- 1967: Geheimauftrag K (Assignment K)
- 1968: Kampf um Rom (2 Teile)
- 1970: Der Kurier der Kaiserin (TV)
- 1972: Schlachthof 5 (Slaughterhouse 5)
- 1972: Ludwig II. (Ludwig)
- 1975: Nobody ist der Größte (Un genio, due compari, un pollo)
- 1975: Potato Fritz
- 1977: Atemlos vor Angst (Sorcerer)
- 1977: Die Standarte
- 1979: Blutspur (Bloodline)
- 1981: Wie der Mond über Feuer und Blut (TV)
- 1982: Spuren eines Abenteurers (Porträt) – Regie: Friedrich von Thun (TV)
- 1986: Ginger und Fred (Ginger e Fred)